# Пантелеєво (Дмитровський міський округ)
Пантеле́єво (рос. Пантелеево) — присілок у складі Дмитровського міського округу Московської області, Росія.

## Населення
Населення — 21 особа (2010; 15 у 2002).
Національний склад (станом на 2002 рік):
- росіяни — 93 %